# Joseph Ceesay
Lars Joseph Ceesay, född 3 juni 1998, är en svensk-gambiansk fotbollsspelare som spelar för Cesena, på lån från Malmö FF. Även hans yngre bror, Jesper Ceesay, är fotbollsspelare.

## Karriär
Ceesay började spela fotboll i Hässelby SK. 2008 gick han till IF Brommapojkarna. Sommaren 2013 gick Ceesay sen till Djurgårdens IF. I november 2016 skrev han på sitt första A-lagskontrakt med Djurgården; ett 3,5-årskontrakt. Under våren 2017 var han även tillgänglig för spel i Vasalunds IF och gjorde i maj 2017 ett mål i en match mot Enskede IK.
I juli 2017 lånades Ceesay ut till IK Frej på ett låneavtal över resten av säsongen 2017. I december 2017 förlängdes utlåningen till Frej även över säsongen 2018. I juli 2018 blev dock Ceesay återkallad av Djurgården. Månaden efter lånades han ut till IK Brage. I januari 2019 lånades Ceesay ut till Dalkurd FF på ett låneavtal över säsongen 2019.
Den 29 november 2019 värvades Ceesay av Helsingborgs IF, där han skrev på ett tvåårskontrakt. Den 14 januari 2021 värvades Ceesay av polska Lechia Gdańsk, där han skrev på ett 2,5-årskontrakt.
Den 11 juli 2022 värvades Ceesay av Malmö FF, där han skrev på ett 4,5-årskontrakt. Den 22 mars 2024 lånades Ceesay ut till IFK Norrköping på ett låneavtal fram till den 2 juli. I juli 2024 lånades han ut till italienska Serie B-klubben Cesena.

## Landslagskarriär
Den 5 oktober 2020 blev Joseph Ceesay för första gången inkallad till det Svenska U21 landslaget efter att tre återbud hade inkommit. Samlingen var på Olympia, Helsingborg och man skulle spela U21 EM-kvalmatcher mot Luxemburg  och Armenien .